# Turiwka (obwód kijowski)
Turiwka (ukr. Турівка) – wieś na Ukrainie, w obwodzie kijowskim, w rejonie browarskim, w hromadzie Zhuriwka. W 2020 liczyła 404 mieszkańców.

## Urodzeni
- Mykoła Michnowski – ukraiński działacz polityczny.